# Temps d'efemèrides
El  temps d'efemèrides  és una forma constant i uniforme de temps utilitzada en astronomia per a fer càlculs del moviment orbital d'objectes del sistema solar. Es basava en el moviment orbital de la Terra al voltant del Sol més que no pas en la rotació de la Terra sobre el seu eix. Va ser substituït pel temps dinàmic el 1984.
El 1960, els astrònoms van introduir el temps d'efemèrides (TE). Aquest sistema de temps corre perfectament estable sense veure's afectat per la rotació de la Terra; de fet, no es veu afectat en absolut per la Terra. Es fa servir per a molts càlculs celestes i prediccions d'almanacs (efemèrides), especialment per a aquells que tenen a veure amb els moviments de la Lluna, els planetes i altres cossos del sistema solar en l'espai.
L'hora d'efemèrides s'igualà al temps universal al voltant de 1902. Des d'aleshores, l'UTC s'ha anat adaptant de tal manera que el 1996, l'UTC tenia una diferència de 62 segons.
El 1984 se li va canviar el nom pel de temps dinàmic terrestre (TDT); també es va crear el temps dinàmic baricentre (TDB), que està referit al centre de massa del sistema solar. Per al propòsit dels aficionats, es poden considerar idèntics, ja que la seva diferència és de mil·lisegons.
Si trobeu un temps donat en TE o temps dinàmic i si importa un minut de precisió, és necessari saber-ne la diferència amb l'UTC. Els almanacs la indiquen i és coneguda com a delta T. Utilitza la fórmula UTC = temps dinàmic - delta T. És impossible predir delta T d'una manera precisa, ja que la velocitat capritxosa de rotació terrestre és altament imprevisible.